# Koruna Česká (Partei)

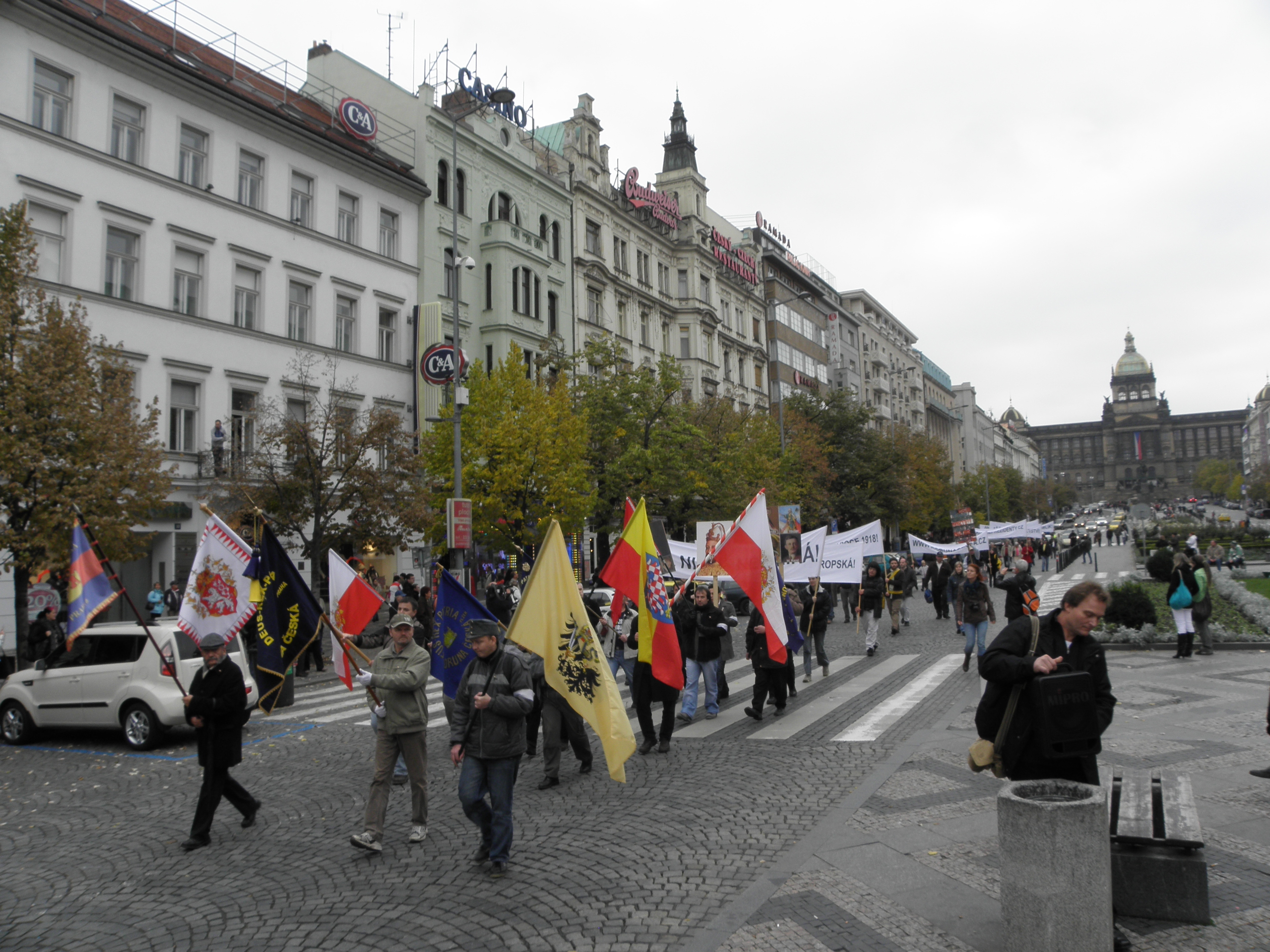
Kundgebung der Monarchisten auf dem Prager Wenzelsplatz (2011)

Koruna Česká (monarchistická strana Čech, Moravy a Slezska)  (deutsch: Tschechische Krone (Monarchistische Partei Böhmens, Mährens und Schlesiens)) ist eine politische Partei in Tschechien, die eine Wiedererrichtung der Monarchie in den ehemaligen Ländern der Tschechischen Krone fordert. Die Partei wurde 1991 gegründet.
Als die Partei erstmals bei den Parlamentswahlen 2006 antrat, gewann sie 0,13 Prozent der Stimmen. Sie war in vier Gemeindeämtern vertreten. Es besteht eine enge Zusammenarbeit mit der österreichischen Schwesterorganisation Schwarz-Gelbe Allianz. Bei der Parlamentswahl 2010 gewann die monarchistische Partei 0,07 Prozent und bei der Parlamentswahl 2013 0,17 Prozent (+0,10 Prozentpunkte). Bei der Parlamentswahl 2021 gewann die Partei 0,16 Prozent.

## Parteivorsitzende
| Befehl | Person           | Foto | Zeitraum                              | Dauer der Funktion   |
| ------ | ---------------- | ---- | ------------------------------------- | -------------------- |
| 1.     | Dalibor Stejskal |      | 19. Dezember 1991 – 24. Februar 1996  | 4 Jahre und 67 Tage  |
| 2.     | Dalibor Pták     |      | 24. Februar 1996 – 3. Juni 1999       | 3 Jahre und 99 Tage  |
| 3.     | Milan Schelinger |      | 3. Juni 1999 – 29. November 2003      | 4 Jahre und 179 Tage |
| 4.     | Václav Srb       |      | 29. November 2003 – 29. November 2014 | 11 Jahre und 0 Tage  |
| 5.     | Petr Nohel       |      | 29. November 2014 – 24. November 2018 | 3 Jahre und 360 Tage |
| 6.     | Radim Špaček     |      | 24. November 2018 – 1. April 2023     | 4 Jahre und 128 Tage |
| 7.     | Vojtěch Círus    |      | ab 1. April 2023 – kommissarisch      | 1 Jahr und 355 Tagen |

## Einzelbelege
1. ↑  Kronika Koruny České. 2016, S. 121, abgerufen am 25. September 2022 (tschechisch): „Aktuální stav členské základny: 195 členů, 81 příznivců“
2. ↑  Offizielles Endergebnis der tschechischen Parlamentswahlen 2006
3. ↑  Markéta Hulpachová: “Party seeks to restore monarchy. Koruna Ćeská would rebuild the ancient Czech Kingdom.” The Prague Post, December 19th, 2007